# Peter Stöger
Peter Stöger (* 11. April 1966 in Wien) ist ein ehemaliger österreichischer Fußballspieler und nunmehriger -trainer und -funktionär. Seit Sommer 2025 ist er Cheftrainer beim SK Rapid Wien.

## Karriere

### Spieler
Peter Stöger begann seine Vereinskarriere als Neunjähriger beim Favoritner AC, bei dem er sämtliche Nachwuchsspielklassen durchlief und in der Saison 1984/85 erste Einsätze für die Herrenmannschaft in der 1. Division absolvierte. Adolf Blutsch setzte ihn dabei gleich bei seinem Bundesligadebüt gegen die SpG WSG Wattens-FC Wacker Tirol (auch SSW Innsbruck) am 12. April 1985 über die volle Spieldauer ein. Auch in den restlichen acht Ligapartie, die er bis zum Saisonende absolvierte, war er jeweils über die vollen 90 Minuten auf dem Spielfeld. Mit dem FavAC belegte er im Endklassement den 14. Tabellenplatz und stieg im Zuge der geplanten Neuordnung der 1. und 2. Division ab der kommenden Saison in die zweitklassige 2. Division ab. Sowohl unter Petar Jović, der die Mannschaft zu Saisonbeginn als Trainer übernommen hatte, als auch unter Helmut Herbert, der sie Mitte September 1985 übernahm, nachdem sie bis dahin kein einziges Ligaspiel gewonnen hatte, konnte sich Stöger als Stammkraft etablieren. Jedoch konnte er sich mit der Mannschaft nicht von den hinteren Tabellenplätzen lösen, beendete die reguläre Spielzeit auf dem vorletzten Platz der 2. Division und scheiterte auch in den Abstiegs-Playoffs, was am Ende der Saison 1985/86 den Fall in den Amateurbereich bedeutete.
In dieser Zeit wurde Stöger von verschiedenen österreichischen Klubs umworben. So wollte ihn Ernst Weber, damals Trainer des SC Eisenstadt, ab der kommenden Spielzeit unter Vertrag nehmen, wobei sich Stöger jedoch für einen Wechsel zum damals zweitklassigen SK Vorwärts Steyr entschied. Bei den Oberösterreichern brachte er es 1986/87 auf 21 Einsätze und drei Tore in der regulären Saison sowie 14 Auftritte und einen Treffer in den Mittleren Playoffs. In der Sommerpause vor der Spielzeit 1987/88 wechselte der Mittelfeldmotor weiter zur Vienna in die 1. Division, bei der in allen 36 Meisterschaftsspielen auf dem Platz stand.
Nach nur einer Saison kam der gelernte Einzelhandelskaufmann Stöger als damals 22-jähriger 1988 zu Austria Wien. Verpflichtet wurde er als Ersatz für Mittelfeldregisseur Herbert Prohaska, der 1989 seinen Rücktritt erklärt hatte. Mit den „Wiener Veilchen“, wie der Verein in Wien im Volksmund genannt wird, erlebte Stöger seine erfolgreichsten Jahre als Spieler. Mit drei Meistertiteln und drei Cupsiegen hatte er nach sechs Spielzeiten eine stolze Bilanz aufzuweisen. Sein erstes Spiel für das österreichische Nationalteam absolvierte er am 5. Februar 1988 gegen die Schweiz (1:2). Insgesamt trug Stöger 65-mal das österreichische Trikot, wobei er 15 Tore erzielte. Auch bei der WM-Endrunde 1998 in Frankreich gehörte er zum Kader (2 Einsätze).
Nach einer Bundesligasaison beim FC Tirol (1994/95) wechselte Stöger zum Erzrivalen der Austria, dem SK Rapid Wien. Gleich in seiner ersten Saison gelang ihm auch mit den Hütteldorfern der Meistertitel. 1996 erreichte er mit Rapid außerdem noch den Einzug ins Europacupfinale der Cupsieger.
Bei Rapid ausrangiert, kam er über den LASK wieder zur Austria, mit der er auch am häufigsten identifiziert wird, zurück. Nach Engagements beim VfB Admira Wacker Mödling und dem Zweitligisten SC Untersiebenbrunn erklärte Stöger 2004 seine aktive Fußballerlaufbahn für beendet.

### 2004–2013: Trainer, Sportdirektor, Kolumnist in Österreich
Nach dem Ende seiner Spielerkarriere bekam Stöger das Angebot, als Manager für den SC Untersiebenbrunn zu arbeiten. Aufgrund der prekären finanziellen Situation des Vereins lehnte er ab und kehrte zu „seiner“ Austria zurück; dort wurde er Manager der Amateure. Im Mai 2005 ersetzten Stöger und der bisherige Scout der Austria Amateure, Frenk Schinkels, überraschend das Trainer-Duo Günter Kronsteiner und Lars Søndergaard. Nach vier Wochen gewann die Austria unter Stöger/Schinkels das Cupfinale gegen Rapid mit 3:1 – Stögers erster Titel als Trainer. Im Dezember 2005 zog er sich aus der täglichen Trainingsarbeit zurück und wurde Sportdirektor; die Austria wurde in dieser Saison zum 23. Mal Meister.
Im Herbst 2006 wurden er und Schinkels aufgrund der schlechten Leistungen der Mannschaft (u. a. letzter Tabellenplatz) beurlaubt. Im Juni 2007 kehrte er zum First Vienna FC zurück und war dort bis zum Juni 2010 Sportdirektor, von Herbst 2007 bis April 2010 zusätzlich Trainer; der Klub stieg im Juni 2009 in die zweithöchste Spielklasse auf. Schinkels folgte ihm als Vienna-Trainer für die letzten Spiele der Saison.
Danach wechselte Stöger im Jahresrhythmus den Verein. Ab November 2010 war er Trainer des Grazer AK. Im Juni 2011 wurde sein laufender Vertrag beim GAK einvernehmlich gelöst, damit er ein Angebot vom österreichischen Bundesligisten SC Wiener Neustadt als Trainer und Sportdirektor wahrnehmen konnte. Nach nur einer Saison verhandelte er selbst die Auflösung des Vertrags, um bei der Wiener Austria mit einem Zweijahresvertrag die Nachfolge von Ivica Vastić anzutreten. In der Saison 2012/13 führte er die Austria mit einem Punkterekord zum Meistertitel. Stöger selbst empfand diesen Titel als den „schönsten“ seiner Karriere und machte im Sommer 2013 seinen nächsten Karriereschritt. Er erhielt für eine kolportierte Ablösesumme von 700.000 Euro und die Einnahmen aus einem Freundschaftsspiel der beiden Mannschaften die Freigabe, zum 1. FC Köln zu wechseln. Stöger meinte zur Frage der Moral bei solchen Wechseln: „Wir reden nur über Moral, wenn gute Leute sich trotz bestehenden Vertrags verbessern wollen. Wir reden nicht über Moral, wenn Trainer trotz Vertrags gefeuert werden.“
Zusätzlich war Stöger bei Sky als Analytiker von Bundesligaspielen tätig sowie als Kolumnist bei der Tageszeitung Kurier.

### 2013–2017: Trainer beim 1. FC Köln
Stöger wurde in seiner ersten Saison mit dem 1. FC Köln Meister der Zweiten Liga und stieg in die Bundesliga auf. In der Saison 2014/15 erzielte der FC außer gegen Bayern und Freiburg gegen 15 Konkurrenten Punkte, im Frühjahr wurde kein Heimspiel verloren, neunmal wurde 0:0 gespielt. In der ersten Saisonhälfte gab das 19 Punkte, in der zweiten 22. Durch einen 2:0-Heimsieg über Schalke 04 sicherte sich Köln drei Runden vor Schluss den Klassenerhalt. In der ersten Hälfte der Saison 2015/16 wurden 24 Punkte erzielt. Im Januar 2016 verlängerten Stöger und sein Co-Trainer Manfred Schmid ihre Verträge bis 2020, inklusive einer Ausstiegsklausel. Mit 19 Punkten war die zweite Saisonhälfte weniger gut, aber der 1. FC Köln erreichte zum ersten Mal seit 24 Jahren wieder einen einstelligen Tabellenplatz. In der Saison 2016/17 erreichten die Kölner 26 und 23 Punkte und qualifizierten sich mit dem fünften Tabellenplatz nach 25 Jahren wieder für einen europäischen Wettbewerb, die Europa League.
Stöger ging zu Beginn der Saison 2017/18 in sein fünftes Jahr beim 1. FC Köln, ein Novum seit der Vereinsgründung 1948. Am 3. Dezember 2017 trennten sich Stöger und der 1. FC Köln, da die Mannschaft nach 14 Spieltagen mit drei Punkten auf dem letzten Tabellenplatz stand.

### 2017–2018: Trainer bei Borussia Dortmund
Am 10. Dezember 2017, eine Woche nach seiner Freistellung beim 1. FC Köln, übernahm Stöger die nach dem 15. Spieltag auf dem siebten Tabellenplatz stehende Mannschaft von Borussia Dortmund von Peter Bosz. Stöger ist der erste BVB-Trainer, der in seinen ersten zehn Bundesliga-Spielen mit dem BVB ungeschlagen blieb – mit fünf Siegen und fünf Unentschieden. Am Ende der Saison 2017/18 belegte er mit dem BVB den vierten Platz in der Bundesliga. Sein Vertrag lief nach Saisonende aus.

### 2019–2021: Austria Wien
Am 1. August 2019 kehrte Stöger an seine alte Wirkungsstätte zur Wiener Austria zurück und übernahm das Amt des Sportvorstandes. Zur Saison 2020/21 wurde er zudem ein drittes Mal Cheftrainer des Vereins und übernahm als dritten Posten auch noch den des Sportlichen Leiters. Nach der Saison 2020/21 verließ er die Austria. Sein drittes Engagement bei der Austria war sein erfolglosestes, die Wiener mussten sowohl in der Saison 2019/20 als auch 2020/21 im Abstiegsplayoff um den Klassenerhalt spielen, in der Saison 2020/21 gelang es unter Stöger als Trainer allerdings sich immerhin als Zweiter der Abstiegsrunde für das österreich-interne Playoff um den letzten Startplatz für die Conference League zu qualifizieren, in dem man nach Siegen gegen die besser platzierten Vereine TSV Hartberg und Wolfsberger AC als Sieger hervorging, was zuvor noch nie einem Verein aus dem unteren Playoff gelungen war. In der Saison 2019/20 war man noch im Finale gegen den TSV Hartberg gescheitert.

### 2021: Ferencváros Budapest
Zur Saison 2021/22 wurde Stöger Trainer beim ungarischen Rekordmeister Ferencváros Budapest. Mit dem Vorjahresmeister verpasste er im Playoff gegen den BSC Young Boys die Qualifikation für die Champions League und nahm somit im Herbst an der Gruppenphase der Europa League teil. Dort war die Mannschaft in einer Gruppe mit Bayer 04 Leverkusen, Celtic Glasgow und Betis Sevilla allerdings ohne Chance, erst am letzten Spieltag konnten im unbedeutenden letzten Gruppenspiel gegen den bereits feststehenden Gruppensieger Leverkusen mit einem 1:0-Sieg die ersten Punkte erzielt werden. In der Liga spielte der Verein unter Stögers Führung zwar erneut oben mit, nach 15 Spielen standen jedoch bereits drei Niederlagen zu Buche nach nur einer Niederlage in der gesamten Vorsaison. Obwohl Ferencváros nach Verlustpunkten noch Tabellenführer war, trennte sich der Verein im Dezember 2021 nach einer Niederlage gegen den Abstiegskandidaten Debreceni Vasutas SC von Stöger.

### 2023–2025: Admira Wacker
Zur Saison 2023/24 übernahm Stöger den Zweitligisten Admira Wacker als Sportdirektor. In der ersten Saison unter seiner Führung wurde das Team Siebter. In der Saison 2024/25 belegten die Niederösterreicher, nachdem man die Tabelle von Runde 10 bis 26 angeführt hatte, den zweiten Platz und verpassten damit knapp den Bundesligaaufstieg.

### Ab 2025: SK Rapid Wien
Nach zwei Jahren bei der Admira kehrte Stöger zur Saison 2025/26 zu Bundesligist SK Rapid Wien zurück, den er als Trainer übernahm. Er erhielt einen bis 2027 laufenden Vertrag.

## Persönliches
Die Moderatorin, Schauspielerin und Kabarettistin Ulrike Kriegler ist seit 1998 seine Lebensgefährtin.

## Erfolge als Spieler
- 4 × österreichischer Meister: 3 × mit der Austria (1990/91, 1991/92, 1992/93), 1 × mit Rapid (1995/96)
- 3 × österreichischer Cupsieger: 1989/90, 1991/92, 1993/94
- Bester Mittelfeldspieler der Saison 1995/96[30]
- WM-Teilnahme 1998

## Erfolge als Trainer/Sportdirektor
- 2 × Österreichischer Cupsieger: 2004/05, 2005/06 (FK Austria Wien)
- 2 × Österreichischer Meister: 2005/06, 2012/13 (FK Austria Wien)
- Meister der Regionalliga Ost: 2009 (First Vienna FC)
- Meister 2. Bundesliga und Aufstieg in die Bundesliga: 2013/14 (1. FC Köln)
- Qualifikation für die Europa League 2017/18 mit dem 1. FC Köln
- Qualifikation für die Champions League 2018/19 auf Platz 4 (Borussia Dortmund)

## Trivia
Stögers Aussage „Ich habe dem Linienrichter meine Brille angeboten. Auch das hat er nicht gesehen.“ wurde beim Deutschen Fußball-Kulturpreis 2016 als Fußballspruch des Jahres ausgezeichnet.